# Dios sabe como hace sus cosas
Dios sabe como hace sus cosas —en inglés: God Has His Ways— es una serie de televisión colombiana producida y transmitida por Caracol Televisión en 2018. Sus episodios tocan conflictos sociales donde los valores de la religión católica y la devoción hacia diferentes ángeles y santos relacionados con esta religión influyen en la resolución de los casos presentados.

## Sinopsis
Se basa en una serie de historias sobre el poder de la fe. Personas que, a través de la oración, acuden a los santos para recibir ayuda divina y resolver los problemas de su vida.
En cada capítulo, se muestran historias cotidianas de personas que enfrentan situaciones difíciles en sus vidas y que por fe, desespero o convicción, buscarán un milagro para darle un giro a su vida, recurriendo a la devoción de variados ángeles y santos, quienes de alguna manera intervendrán positivamente en sus destinos.

## Episodios
- Una visita inesperada[9]
- La profesora
- El Mago de San Juan
- Escucha a mamá
- Los malos pasos
- Cruzando Fronteras
- San Antonio dame un novio
- A ciencia cierta
- La Pianista
- Su Nombre Es Milagros
- El que nada debe, nada teme
- Lo que Dios une no lo separa el hombre
- Un motivo para vivir
- Soltero gracias a Dios
- Un amor perdido
- Malas amistades
- El baile es mi vida
- Enfermedad sin explicación
- Intercesión de Santa Ágata
- La patrona de los hijos rebeldes
- La bruja
- Mi hijo protegido
- La carrera de la vida
- Milagro de Navidad
- En contra del Padre
- Milagro de Navidad
- Déjame ir
- Hasta que la muerte nos separe
- Ojos que no ven
- Custodia
- La medalla milagrosa
- Trabajo o familia
- La noche de las Margaritas
- De Buenos Aires Con Amor
- La Mala Fe
- El Duelo
- Don Juan
- Problemas internos
- Esa cosa llamada libertad
- El milagro de Genoveva